# Tałagi
Tałagi (ros. Талаги) – osiedle w Rosji, w obwodzie archangielskim, w rejonie primorskim. W 2010 liczyło 1829 mieszkańców.